# Attila kardja
Attila kardja, Mars kardja, avagy Isten kardja, Attila hun király legendás fegyvere volt. Jordanes, a történész Priszkosz munkáját idézve meséli el a kard történetét.

## A kard leírása
A történész Priszkosz azt írja, a következőképpen találták meg: „Midőn egyszer egy pásztor — úgymond — a nyáj egyik üszőjét sántítani látta és a nagy seb okát kitalálni nem tudta, aggódva a vér nyomán ment és végre egy kardra bukkant, a melybe az üsző füvet legelve vigyázatlanul belelépett és kiásván azonnal Attilához vitte. Ez megörült az ajándéknak s a mily merész észjárása volt, ugy vélekedett, hogy az egész világ fejedelméül van rendelve s a harczok hatalma a hadisten kardjával neki adatott."
A Mars név használata Priszkosz 
részéről Interpretatio romana azaz “római fordítás”, tehát saját fogalmaival felelteti meg a hunoknál tapasztaltakat. Mivel azonban a hunok nem vették volna át a római istenségek neveit, valószínűbb, hogy az általánosabb „hadisten kardja” nevet adhatták neki. A Han-dinasztia forrásaiból tudjuk, hogy az ázsiai hunoknak, avagy hsziungnuknak volt egy istenük, Cheng Li, amelyet az altaji nyelvekben Tengri alakban ejtenek. A magyar legendák egyszerűen az Isten kardjaként hivatkoznak rá. Priszkosz leírása azért is nevezetes, mert bemutatja, hogy Attila harci eszközként és az isteni kegy jeleként is használta a kardot, mely hozzájárulhatott ahhoz, hogy kiérdemelte az „Isten ostora” jelzőt.
A 11. században, ötszáz évvel Attila halála után egy feltételezhetően hozzá kapcsolható kard került felszínre, Hersfeldi Lambert szerint, aki annak származását a nemrégiben megalapított Árpád-házhoz kötötte.

## Fordítás
Ez a szócikk részben vagy egészben  a   Sword of Attila című angol Wikipédia-szócikk ezen változatának fordításán alapul.  Az eredeti cikk szerkesztőit annak laptörténete sorolja fel. Ez a jelzés csupán a megfogalmazás eredetét és a szerzői jogokat jelzi, nem szolgál a cikkben szereplő információk forrásmegjelöléseként.